# 罗夫雷斯
罗夫雷斯，是西班牙阿拉贡自治区韦斯卡省的一个市镇。总面积64平方公里，总人口531人（2018年），人口密度10人/平方公里。